# 東京地鐵13000系電力動車組
東京地鐵13000系電力動車組（日语：／ Tōkyō Metro 13000-kei densha */?）是東京地鐵的通勤型電聯車。

## 概要
為配合日比谷線2020年（令和2年）裝設半高式月台門，因此本型列車採用20米級4門車7節編組規格，總共有44列308輛，首列車於2016年6月13日運抵東京，並在2016年12月23日至2016年12月25日測試營業載客運行（當時僅在霞關－南千住各站間服務），2017年3月25日正式開始投入服務，當時預計可於於2020年全數投入服務，取代老化的營團03系列車，車箱通道門採用大型玻璃門，外觀、內裝設計與千代田線16000系相似，唯座椅隔版、各車箱頭尾牆壁採用木質色，車門上方採用黑色LED液晶顯示器，塗裝與03系相同。
2020年4月起全數44列308輛已全數投入服務。

## 編組
所有車輛都配備了輪椅空間和嬰兒車空間。與03系不同，不與設有簡易運轉台的車輛（略號Mc/Tc系）連結。
|          | ← 中目黑站 方向 北千住站、南栗橋站 方向→ |               |               |               |               |               |               |
| 車號     | 7                                        | 6             | 5             | 4             | 3             | 2             | 1             |
| 集電弓   |                                          | ＜            |               | ＜＞          |               | ＜            |               |
| 車種     | 13100 (CM1)                              | 13200 (M1)    | 13300 (M2)    | 13400 (M3)    | 13500 (M2')   | 13600 (M1')   | 13000 (CM2)   |
| 搭載機器 | CP                                       | VVVF          | SIV           | VVVF          | SIV           | VVVF          | CP            |
| 動輪軸   | ●○ ○●                                    | ●○ ○●         | ●○ ○●         | ●○ ○●         | ●○ ○●         | ●○ ○●         | ●○ ○●         |
| 車輛編號 | 13101 : 13144                            | 13201 : 13244 | 13301 : 13344 | 13401 : 13444 | 13501 : 13544 | 13601 : 13644 | 13001 : 13044 |

| 範例 \| - CM - 電動控制車 - M - 中間電動車 \| - VVVF - 主控制裝置 - SIV - 靜止型變頻器 - CP - 空氣壓縮機 \| - ＜ ＞ - 集電弓 \| |                                                            |                  |
| - CM - 電動控制車 - M - 中間電動車                                                                                              | - VVVF - 主控制裝置 - SIV - 靜止型變頻器 - CP - 空氣壓縮機 | - ＜ ＞ - 集電弓 |

## 运用区间

### 当前运用区间
- 东京地铁：日比谷線
- 东武铁道：
  - 伊势崎线（北千住站-東武動物公園站）
  - 日光线（東武動物公園站 - 南栗橋站）

## 外部連結
- 東京地鐵公司情報 車輛介紹 日比谷線13000系列 （页面存档备份，存于）